# Alfa Romeo 8C-35 Tipo C
Der Alfa Romeo 8C-35 war ein Rennwagen, den Alfa Romeo von 1935 bis 1936 für den Einsatz in der Grand-Prix-Serie produzierte. Er löste den vorherigen Typ Alfa Romeo P3 ab. Konstrukteur war Vittorio Jano. Der Wagen sollte insbesondere mit den am Ende der Saison 1934 dominierenden Mercedes-Benz W 25 und Auto Union Typ B erfolgreich konkurrieren, nachdem insgesamt die Ergebnisse zwischen ihnen und Alfa Romeo – vertreten durch die Scuderia Ferrari – in etwa ausgeglichen waren.

## Entwicklung und Technik
Das Chassis bestand aus zwei Stahllängsholmen und Querträgern (Leiterrahmen) wie schon beim Typ B P3. Das neue Modell hatte aber Einzelradaufhängung. Die Vorderräder waren an zwei schrägen Tragarmen aufgehängt (Kurbellenkerachse). Die Schraubenfedern waren in ölgefüllten Gehäusen gekapselt, die als hydraulische Stoßdämpfer wirkten. Auch die Hinterräder hatten Schrägarme und eine Querblattfeder mit Hydraulik- und Reibungsstoßdämpfern. Die Trommelbremsen wurden hydraulisch betätigt.
Die Motorkonstruktion wurde in der ersten Entwicklungsstufe des 8C weitgehend vom Vorgänger übernommen. Der Achtzylinder-Reihenmotor hatte einen Hubraum von 3822 cm³ und leistete 330 PS (246 kW) bei 5400/min. Im Konzept war aber auch der Einsatz eines V12-Motors berücksichtigt worden. Der Wagen hatte ein Vierganggetriebe und Differenzialsperre an der Hinterachse. Der Wagen erreichte eine Höchstgeschwindigkeit von bis zu 275 km/h, je nach Übersetzung.
Insgesamt wurden innerhalb von fünf Monaten acht 3,8-Liter-Motoren gewissermaßen als „Neuentwicklungen“ für diesen Typ gebaut. Die meisten wurden im Alfa Romeo Monoposto 8C-35 Typ C verwendet, wie ihn Scuderia Ferrari einsetzte. (Die Bezeichnung P3 wurde gestrichen.) Der 3.8 hatte ein Drehmoment von 434 Nm zwischen 900/min bis 5500/min. Er war rundum mit 15,5-Zoll-Trommelbremsen und Pirelli-Reifen 5,25 oder 5,50 × 19 vorne und 7,00 oder 7,50 × 19 hinten ausgestattet.

## Rennhistorie
Beim Debüt, dem Großen Preis von Italien 1935, verfehlte Tazio Nuvolari den Sieg knapp. Es folgten weitere gute Platzierungen und nationale Erfolge, der erste internationale Sieg gelang 1936 beim Grand Prix von Ungarn, der zweite folgte bei der Coppa Ciano.
Obwohl sie den stärkeren Mercedes und Auto Union auf den schnelleren Strecken nicht gewachsen waren, bewährten sich die Alfa Romeo auf den engeren Strecken und Rennen.
Trotz der Fähigkeiten von Fahrern wie Carlo Maria Pintacuda und Jean-Pierre Wimille erzielte das Auto keine nennenswerten Erfolge. Das größte Problem, mit dem Alfa Romeo konfrontiert war, war die enorme Leistung der deutschen Acht-, Zwölf- und Sechzehnzylindermotoren. Mit 3,8 Litern war der Achtzylindermotor des C8-35 an seiner materialbedingten maximalen Hubraumgröße angelangt, sodass mit den Arbeiten an einem völlig neuen V12 begonnen wurde. In dieser Situation entstand der Alfa Romeo 16C:
Der „Bimotore“ genannte 16C war eine Idee von Enzo Ferrari, der 1933 mit seiner „Scuderia Ferrari“ die Werkseinsätze von Alfa Romeo übernommen hatte. Das Resultat war ein modifizierter 8C mit zwei separaten Achtzylinder-Reihenmotoren und einem Gesamthubraum von 6,3 Litern. Luigi Bazzi, der technische Leiter des Teams, entwarf das neue Auto und musste es in nur vier Monaten fertigstellen, um am Grand Prix von Tripolis und am AVUS-Rennen in Berlin teilnehmen zu können. Das Konzept erfüllte die Erwartungen nicht.

## Hintergründe
In dieser Dekade hatte der Motorsport neben der sportlichen auch eine sehr starke politische Komponente. Sowohl Mussolini als auch Hitler versuchten, die Resultate (sowohl der Fahrer, als auch der Fahrzeuge) für ihre jeweiligen Ideologien propagandistisch einzusetzen. Der Bau des „Bimotore“ wurde wohl von der italienischen Regierung stark unterstützt, um den Anschluss an Deutschland nicht zu verlieren.

## Verbleib
Berichten zufolge wurden sechs Stück der beiden Tipo-C-Varianten hergestellt, aber es besteht Unklarheit, ob sich diese Zahl auf die Gesamtproduktion der Chassis von 1935 und 1936 bezieht oder ob jeweils sechs (also insgesamt zwölf) gebaut wurden. Viele der Alfa-Romeo-Rennfahrzeuge dieser Zeit, die für Rennen in Europa nicht mehr konkurrenzfähig waren, wurden nach Südamerika verkauft, um an Formula-Libre-Rennen teilzunehmen. Diese Autos wurden während ihrer zweiten Karriere kontinuierlich modifiziert und keines überdauerte seinen „Südamerika-Einsatz“ in seiner ursprünglichen Form. Man geht davon aus, dass nur zwei Autos im Originalzustand überdauert haben; eines steht im Museo storico Alfa Romeo, während das andere an einen Schweizer Rennfahrer verkauft und glücklicherweise nicht wesentlich modifiziert wurde. Das in Privatbesitz befindliche Chassis 50013 wechselte 1988 bei einer Christie’s-Auktion den Besitzer für 2,85 Millionen US-Dollar (entspricht etwa 6.530.000 Euro nach heutiger Kaufkraft), was zu dieser Zeit ein Weltrekord für ein Grand-Prix-Auto war.

## Sonstiges
Am 14. September 2013 wurde ein 8C-35 aus dem Besitz der Scuderia Ferrari, in dem Tazio Nuvolari 1936 die Coppa Ciano gewonnen hatte, für 7.070.693 Euro versteigert. Das ist der höchste je für einen Alfa Romeo erzielte Preis. Der Wagen wurde vom Auktionshaus Bonhams bei seinem Goodwood Revival Meeting Sale in England angeboten. Das Auto wurde neben Nuvolari auch von Hans Ruesch und Dennis Poore gefahren.

## Alfa Romeo 8C-35 in Deauville 1936 und als historisches Fahrzeug

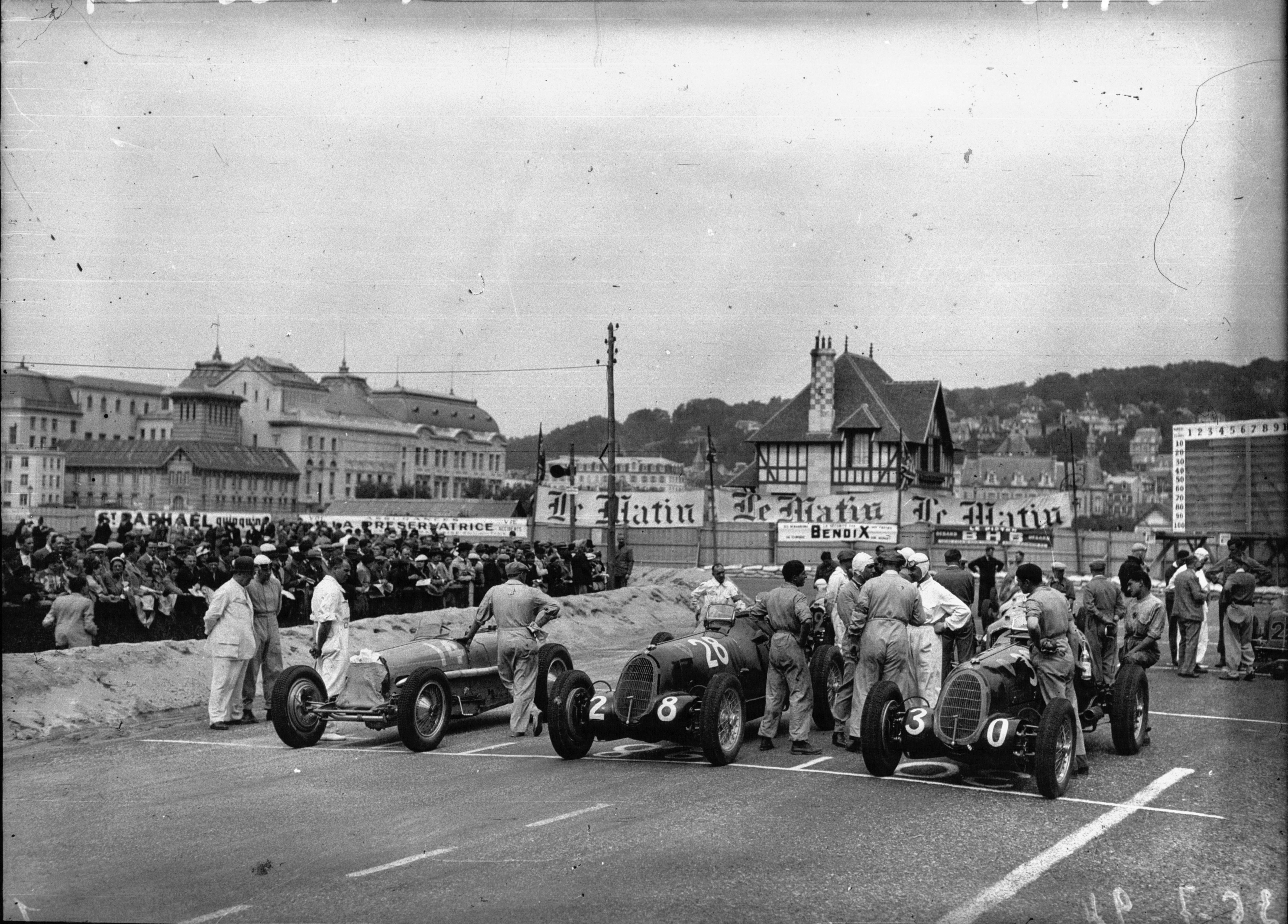
Startaufstellung des Deauville GP 1936, zwei Alfa Romeo 8C-35 in der ersten Reihe
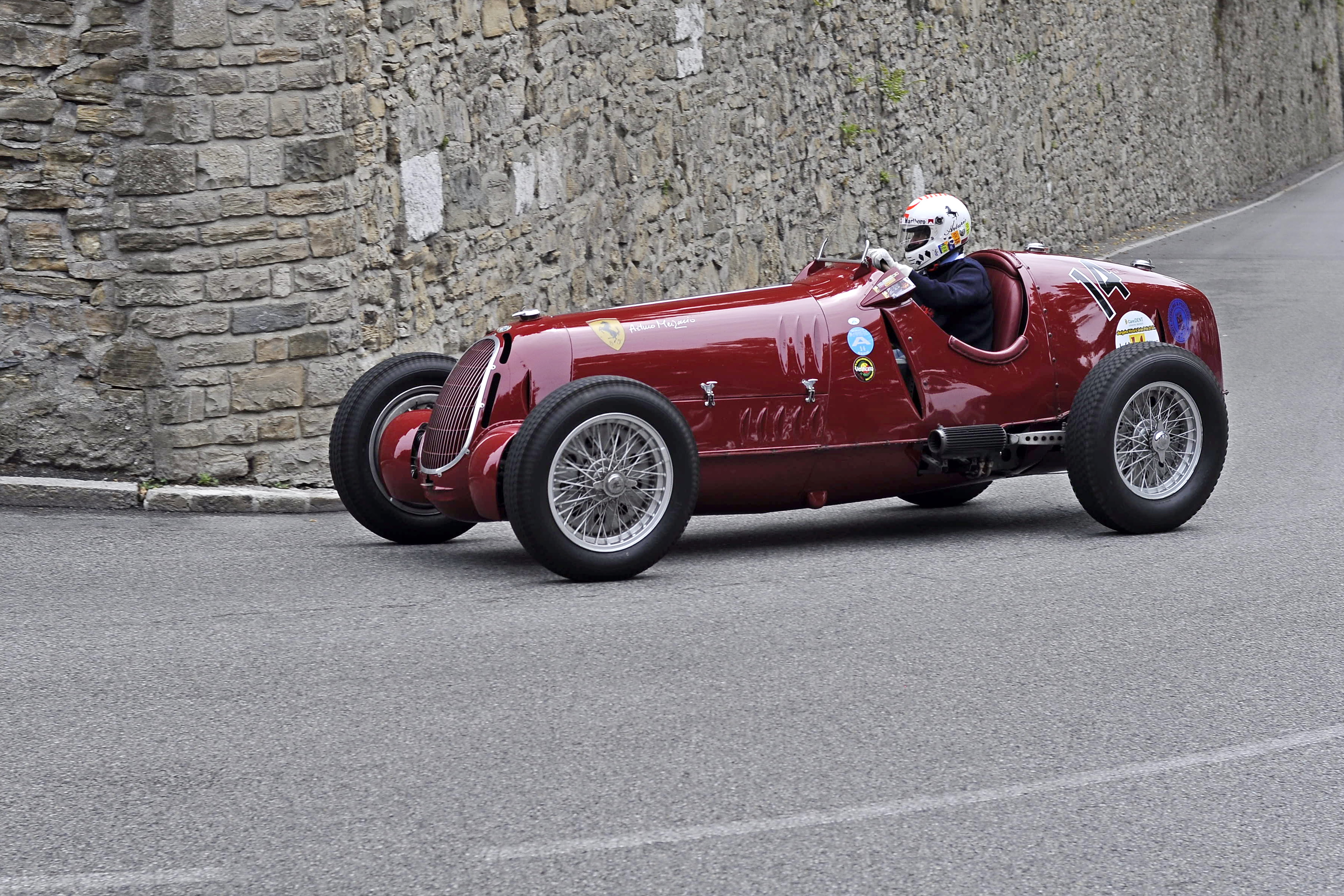
Alfa Romeo Tipo C 8C-35 auf dem Circuito di Bergamo (2014), gefahren von Arturo Merzario. Es ist der Originalwagen, den Tazio Nuvolari auf derselben Strecke fuhr.
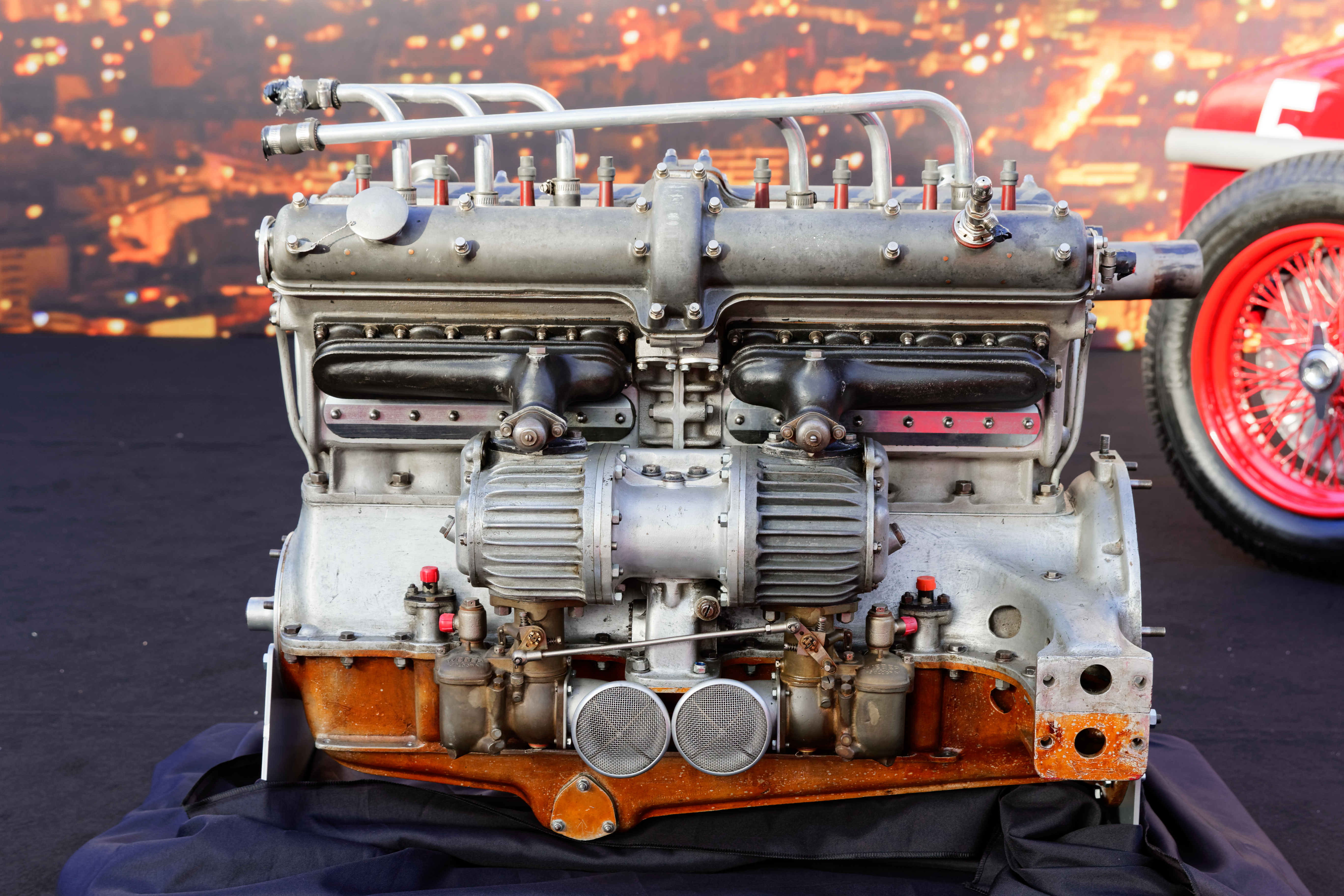
Der 8-Zylinder-Motor eines Typ B P3 (Vorgänger), die beiden Kompressoren und die beiden Vergaser auf der Einlassseite sind deutlich sichtbar
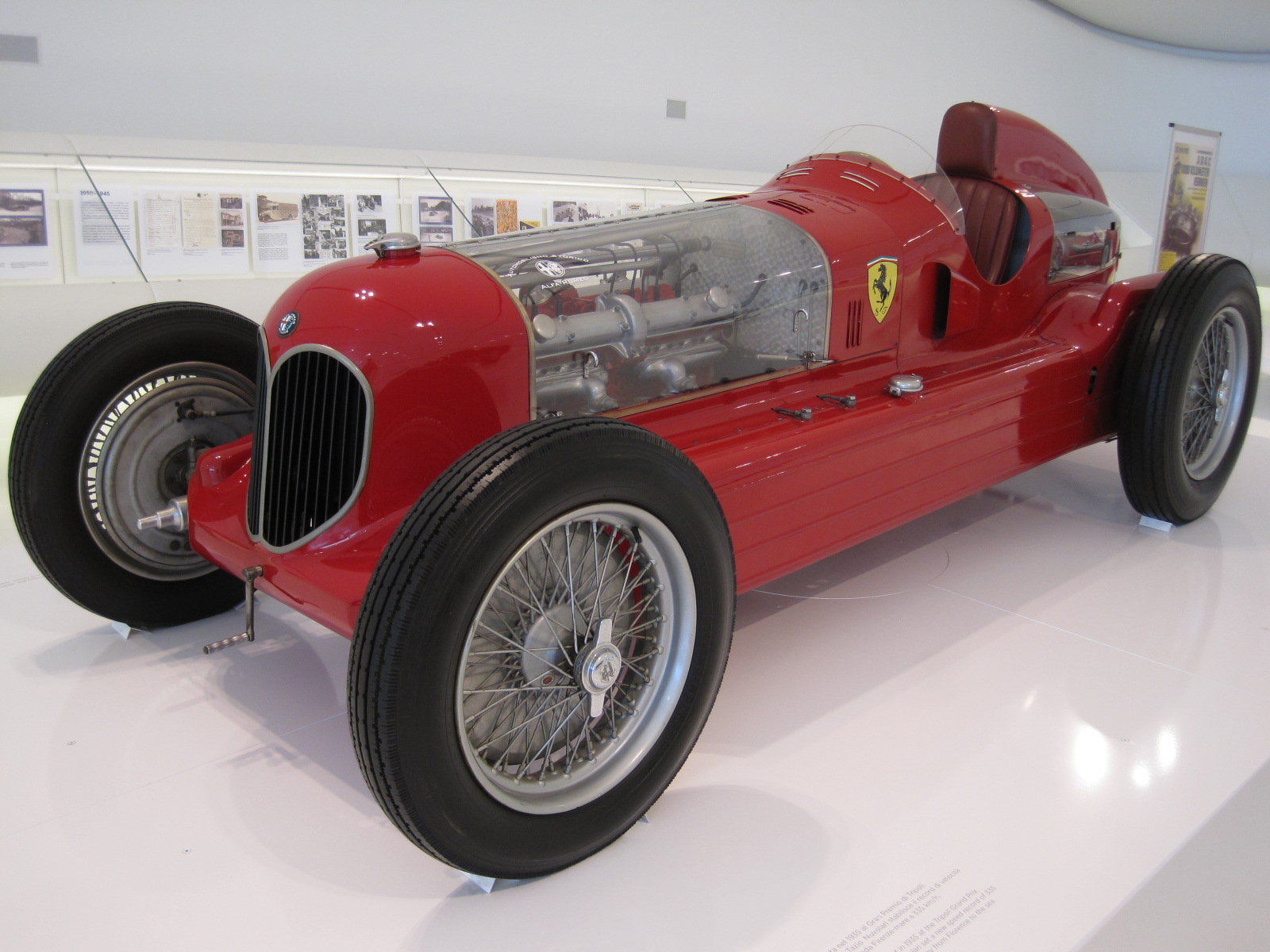
Nachbau eines „16C Bimotore“

## Technische Informationen
| Alfa Romeo 8C-35 Typ C (Monoposto) | Alfa Romeo 8C-35 Typ C (Monoposto)                           |
| ---------------------------------- | ------------------------------------------------------------ |
| Motor                              | 8-Zylinder-Reihenmotor (zwei Blöcke aus jeweils 4 Zylindern) |
| Hubraum                            | 3822 cm³                                                     |
| Bohrung × Hub                      | 78,0 mm × 100,0 mm                                           |
| Verdichtungsverhältnis             | 8,0 : 1                                                      |
| Leistung bei 1/min                 | 104 kW (142 PS) bei 5200                                     |
| Ventilsteuerung                    | zwei obenliegende Nockenwellen / 2 Ventile pro Zylinder      |
| Gemischaufbereitung                | 2 Weber-48-BS-Vergaser, Doppel-Roots-Gebläse                 |
| Kühlung                            | Wasser                                                       |
| Getriebe                           | 4-Gang-Getriebe, nicht synchronisiert (Hinterradantrieb)     |
| Bremsen                            | hydraulisch betätigte Trommelbremsen                         |
| Radaufhängung vorn und hinten      | Einzelradaufhängung mit regulierbaren Reibungsstoßdämpfern   |
| Karosserie und Rahmen              | Aluminiumkarosserie auf Leiterrahmen                         |
| Radstand                           | 2750 mm                                                      |
| Spurweite vorn/hinten              | 1350 mm / 1350 mm                                            |
| Reifengröße vorn                   | 5,25 oder 5,50 × 19                                          |
| Reifengröße hinten                 | 7,00 oder 7,50 × 19                                          |
| Maße L × B × H                     | 4300 mm × 1520 mm × 1321 mm                                  |
| Leergewicht (ohne Fahrer)          | 746,6 kg                                                     |
| Tankinhalt                         | 170 l                                                        |
| Kraftstoffverbrauch                | ca. 20 l/100 km                                              |
| Höchstgeschwindigkeit              | ca. 275 km/h                                                 |